# بيتر موريس (سياسي)
بيتر موريس (بالإنجليزية: Peter Morris)‏ هو سياسي أسترالي، ولد في 29 يوليو 1932. حزبياً، نشط في حزب العمال الأسترالي.